# Азорські острови
Азо́рські острови́ (порт. Ilhas dos Açores, МФА: [ˈi.ʎɐʒ duz ɐ.ˈso.ɾɨʃ]) — архіпелаг із 9 гористих вулканічних островів та кількох рифів у північній частині Атлантичного океану. Володіння Португалії. Лежать на захід від Піренейського півострова на віддалі 1360 км. Відкриті європейцями у XIV столітті. Освоєні португальцями у XV—XVI століттях. З 1976 року складають Азо́рський автоно́мний регі́он (порт. Região Autónoma dos Açores). Поділяються на три групи: західну (острови Корву і Флореш), центральну (острови Терсейра, Піку, Фаял, Сан-Жорже і Грасіоза) та східну (острови Сан-Мігел і Санта-Марія). Простягаються з заходу на схід приблизно на 600 км. Площа — 2 247 км². Населення — 254 тис. осіб (1987; 251 тис. в 1981), в основному португальці. Столиця — місто Понта-Делгада на острові Сан-Мігел. Європейська статистична територіальна одиниця 1-го рівня. Код — PT-20. Також — Азо́ри (порт. os Açores).

## Назва
- Азо́рські острови́ (порт. Ilhas dos Açores, «Яструбині острови») — повна назва архіпелагу. Етимологія невідома. За традицією назву виводять від португальського слова яструб (порт. Açor).
- Азо́ри (порт. os Açores, англ. the Azores) — коротка назва архіпелагу. На карті Мартіна Бегайма (1492) Азорами (лат. Insulae Azore) позначені острови східної і центральної груп, в той час як острови західної групи названі Флорами (лат. Insulae Flores). У старій картографії архіпелаг називали Щасливими островами (порт. Ilhas Afortunadas), або ототожнювали із міфічним Островом святого Брендана (порт. Ilhas de São Brandão), відкритим колись ірландським мореплавцем Бренданом Клонфертським.
- Азо́рський автоно́мний регі́он (порт. Região Autónoma dos Açores) — назва адміністративної одиниці Португалії на островах.

## Історія

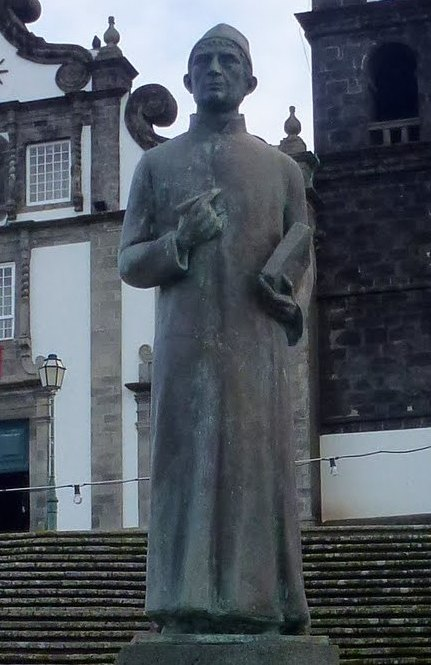
Ґаспар Фрутуозо написав Saudades da Terra, першу історію Азорських островів і Макаронезії, в 1580-х роках.

У XIX столітті, на додаток до існуючих, були наступні муніципалітети (порт. concelhos): Топо (нині включений до Кальєти), Прая-де-Грасіоза (нині інтегрований до Санта-Круш-де-Грасіоза), Сан-Себастьяна (нині до Ангра-ду-Ероіжму), Капелас (зараз включений до міста Понта-Дельгада) і муніципалітет Агуа-де-Пау (нині інтегрований у Лагоа).

## Географія

### Острови
- Західна група: Корву, Флореш
- Центральна група: Грасіоза, Піку, Сан-Жорже, Терсейра, Фаял
- Східна група: Сан-Мігел, Санта-Марія

### Рельєф
Острови є надводними вершинами Серединно-Атлантичного хребта, вулканічні за походженням, тому тут часті землетруси. Всі острови мають гірський рельєф, з вершинами висотою до 2000 м. Найвища точка архіпелагу — гора Піку на однойменному острові з висотою 2 351 м. Береги досить обривисті. На островах багато різноманітних проявлень вулканізму — фумарольні та термальні мінеральні джерела.

### Клімат
Острови розташовані в області підвищеного атмосферного тиску (так званий Азорський максимум). Клімат субтропічний, океанічний, рівний та м'який, з малими амплітудами температур. Пересічна температура січня становить +14 °C, липня — +22 °C. Опадів випадає 700—800 мм за рік.
Пересічні річні температури та кількість опадів:
| Клімат Понта-Делгада                       | Клімат Понта-Делгада | Клімат Понта-Делгада | Клімат Понта-Делгада | Клімат Понта-Делгада | Клімат Понта-Делгада | Клімат Понта-Делгада | Клімат Понта-Делгада | Клімат Понта-Делгада | Клімат Понта-Делгада | Клімат Понта-Делгада | Клімат Понта-Делгада | Клімат Понта-Делгада | Клімат Понта-Делгада |
| Показник                                   | Січ.                 | Лют.                 | Бер.                 | Квіт.                | Трав.                | Черв.                | Лип.                 | Серп.                | Вер.                 | Жовт.                | Лист.                | Груд.                | Рік                  |
| Абсолютний максимум, °C                    | 20,2                 | 20,4                 | 22,8                 | 22,6                 | 23,2                 | 25,6                 | 28,2                 | 28,8                 | 28,6                 | 26,2                 | 25,5                 | 22,6                 |                      |
| Середній максимум, °C                      | 16,8                 | 16,6                 | 17,0                 | 17,7                 | 19,1                 | 21,4                 | 23,9                 | 25,3                 | 24,3                 | 21,9                 | 19,4                 | 17,8                 | 20,1                 |
| Середній мінімум, °C                       | 12,2                 | 11,5                 | 12,0                 | 12,3                 | 13,6                 | 15,8                 | 17,8                 | 19,0                 | 18,4                 | 16,5                 | 14,3                 | 12,9                 | 14,7                 |
| Абсолютний мінімум, °C                     | 4,4                  | 3,7                  | 4,2                  | 5,5                  | 6,6                  | 8,3                  | 12,0                 | 13,0                 | 12,2                 | 10,4                 | 7,6                  | 6,2                  |                      |
| Середня кількість сонячних годин на місяць | 97                   | 103                  | 120                  | 141                  | 174                  | 163                  | 208                  | 213                  | 175                  | 142                  | 109                  | 93                   | 1738                 |
| Норма опадів, мм                           | 96.9                 | 84.0                 | 87.7                 | 76.7                 | 72.0                 | 39.6                 | 26.6                 | 46.1                 | 91.9                 | 108.5                | 108.7                | 146.9                |                      |
| ------------------------------------------ | -------------------- | -------------------- | -------------------- | -------------------- | -------------------- | -------------------- | -------------------- | -------------------- | -------------------- | -------------------- | -------------------- | -------------------- | -------------------- |

### Органічний світ
Фауна островів палеарктична. Вона дуже бідна і має різко виявлений острівний характер. Відсутні ссавці, за винятком кажанів і тварин, завезених людиною (кролів, ласок, мишей, пацюків). Орнітофауна Азорських островів представлена європейськими видами, за винятком одного ендемічного виду снігура (Pyrhulla murina). Дуже багато канюків (порт. acores — канюки, шуліки). Птахів, за Уоллесом, занесло і заносить на Азорські острови вітрами.
На схилах гір поширені субтропічні гірські ліси, в яких домінує криптомерія японська. Чагарникові ж породи представлені лавром, каштаном, ялівцем. Флора Азорських островів дуже бідна аборигенними видами в порівнянні з аналогічною флорою найближчих сусідніх архіпелагів: Мадейри і Канарських островів. Загалом флора Азорських островів налічує 197 корінних видів рослин, з яких 35,5 % є ендемічними (див. Список ендемічної флори Азорських островів). Багато здичавілих інтродукованих рослин. На островах вирощують банани, цитрусові, абрикоси, виноград та інші культури.

## Економіка
Головною галуззю прибутку островів є туризм. Найбільші курортні міста — Понта-Делгада (острів Сан-Мігел), Ангра-ду-Ероїжму (острів Терсейра) та Орта (острів Фаял). На островах збудовано кілька міжнародних аеропортів.
Архіпелаг — велика база трансатлантичних авіаційних ліній, океанічних комунікацій, вузол міжконтинентальних ліній зв'язку. На острові Терсейра розташована американо-португальська військово-повітряна база «Лажеш».

## Муніципалітети
1. Ангра-ду-Ероїшму
2. Велаш
3. Віла-Франка-ду-Кампу
4. Віла-ду-Корву
5. Віла-ду-Порту
6. Кальєта
7. Лагоа
8. Лажеш-даш-Флореш
9. Лажеш-ду-Піку
10. Мадалена
11. Нордеште
12. Орта
13. Повуасан
14. Понта-Делгада
15. Прая-да-Віторія
16. Рібейра-Гранде
17. Санта-Круш-да-Грасіоза
18. Санта-Круш-даш-Флореш
19. Сан-Роке-ду-Піку

## Освіта
- Азорський університет